# Verdrag van Aarhus
Het Verdrag betreffende toegang tot informatie, inspraak bij besluitvorming en toegang tot de rechter inzake milieuaangelegenheden, ook bekend als het Verdrag van Aarhus, werd in de Deense stad Aarhus aangenomen op 25 juni 1998, ter gelegenheid van de vierde Europese ministeriële conferentie "milieu voor Europa" binnen de Europese economische commissie van de Verenigde Naties (UNECE).
Het verdrag trad in werking op 30 oktober 2001.
Per november 2009 hebben 40 partijen de conventie ondertekend, waaronder de Europese Unie, die zich engageert om de bepalingen van de conventie ook op de Europese instellingen toe te passen. 44 partijen hebben de conventie geratificeerd (België op 21 januari 2003; Nederland op 29 december 2004).
Het verdrag gaat over het volgende:
- het verlenen van toegang tot milieu-informatie aanwezig bij de overheid. Naast de "passieve" toegang, d.i. informatie verstrekken wanneer een burger of milieuvereniging erom vraagt, dient de overheid ook aan "actieve" informatieverstrekking te doen via onder meer het publiceren van rapporten over de toestand van het milieu, publiek toegankelijke databanken of soortgelijke registers, etc.

- het verlenen van inspraak in de besluitvorming omtrent milieuaangelegenheden. Dit slaat zowel op specifieke activiteiten (een lijst hiervan is opgenomen als bijlage bij het verdrag) als plannen, programma's, beleid en regelgeving met betrekking tot milieu. Bij de beslissing dient rekening gehouden te worden met de inspraakresultaten, en de beslissing dient openbaar gemaakt te worden.

- het verlenen van toegang tot de rechter in milieuaangelegenheden, bijvoorbeeld om toegang tot milieu-informatie te verkrijgen.